# Pallini
Pallini (tiếng Hy Lạp: ?) là một khu tự quản ở vùng Attiki, Hy Lạp. Khu tự quản Pallini có diện tích 29 km², dân số theo điều tra ngày 18 tháng 3 năm 2001 là 33611 người.